# Айда (округ)
А́йда (англ. Ida County) — округ в штате Айова, США. На 2000 год численность населения составляла 7840 человек. По оценке бюро переписи населения США в 2009 году население округа составляло 6762 человек. Окружным центром является город Айда-Гров. Всего в округе 5 инкорпорированных городов: Артур, Батл-Крик, Айда-Гров, Галва и Холстейн.

## История
Округ Айда был сформирован 15 января 1851 года.

## География
По данными Бюро переписи населения США площадь округа Айда составляет 1118 км².

### Основные шоссе
- Шоссе 20
- Шоссе 59
- Автострада 31
- Автострада 175

### Соседние округа
- Чероки (север)
- Сок (восток)
- Крофорд (юг)
- Вудбери (запад)

## Демография
По данным переписи населения 2000 года в округе проживало 7840 жителей. Среди них 22,8 % составляли дети до 18 лет, 21,4 % люди возрастом более 65 лет. 51,3 % населения составляли женщины.
Национальный состав был следующим: 98,7 % белых, 0,1 % афроамериканцев, 0,1 % представителей коренных народов, 0,3 % азиатов, 1,6 % латиноамериканцев. 0,7 % населения являлись представителями двух или более рас.
Средний доход на душу населения в округе составлял $18675. 10,2 % населения имело доход ниже прожиточного минимума. Средний доход на домохозяйство составлял $44890.
Также 85,0 % взрослого населения имело законченное среднее образование, а 13,6 % имело высшее образование.